# Paweł Strzelecki (muzyk)
Paweł Strzelecki (ur. 27 listopada 1975 w Zielonej Górze) – kompozytor, teoretyk muzyki, doktor muzykologii.

## Edukacja
- 2000 – dyplom z wyróżnieniem z teorii muzyki w Akademii Muzycznej im. Fryderyka Chopina w Warszawie
- 2002 – dyplom z wyróżnieniem z kompozycji w Akademii Muzycznej im. Fryderyka Chopina w Warszawie
- 2005 – obrona dysertacji doktorskiej „Nowy romantyzm” w twórczości kompozytorów polskich po roku 1975 w Zakładzie Teorii i Estetyki Muzyki Instytutu Muzykologii Uniwersytetu Warszawskiego

## Nagrody
- 2002 – III nagroda na I Ogólnopolskim Konkursie Kompozytorskim dla Studentów Akademii Muzycznych za Małą suitę na 2 trąbki i 2 puzony (2001).
- 2002 – II nagroda na Międzynarodowym Konkursie Kompozytorskim z okazji 140 rocznicy budowy organów w kościele Św. Wojciecha w Mikołowie za Koncert na organy, kotły i orkiestrę smyczkową (2002)[1]
- 2004 – I nagroda na Konkursie Młodych Kompozytorów im. Tadeusza Bairda za Piano Quintet (2003)[2]
- 2008 – III nagroda na Ogólnopolskim Konkursie Kompozytorskim z okazji Roku Herbertowskiego 2008, za Przesłuchanie Anioła na baryton i fortepian do słów Zbigniewa Herberta (2008)[3][4]
- 2009 – najwyższe wyróżnienie na Konkursie Młodych Kompozytorów im. Tadeusza Bairda za Summer Dreams na 14 wykonawców i taśmę (2008)[5]

## Publikacje
- Paweł Strzelecki: „Nowy romantyzm” w twórczości kompozytorów polskich po roku 1975. Kraków: Musica Iagellonica, 2006, s. 522. ISBN 83-7099-138-6. (pol.).[a]
- Paweł Strzelecki: Piano Concerto (2012) [partytura]. Zielona Góra (MAjUS) 2013, s. 272 [praca habilitacyjna – czesc praktyczna].
- Paweł Strzelecki: Analiza Piano Concerto (2012) [komentarz do Piano Concerto (2012) z CD]. Zielona Góra (MAjUS) 2013, s. 72 [praca habilitacyjna – czesc teoretyczna]..

## Utwory
Jest autorem 46 kompozycji muzycznych (na rok 2012).

## Nagrania
- Rekonstrukcja pieśni Kazimierza Twardowskiego „Jesienią” na sopran i fortepian do słów Lucjana Rydla (1998). Opublikowana, w: Jacek Juliusz Jadacki: Kazimierz Twardowski. Filozofia i muzyka [książka z CD]. Warszawa (Semper) 2005, s. 88–90;
- Przesłuchanie anioła na baryton i fortepian do sł. Zbigniewa Herberta (2008), w: XV Music and Art Festival of the Baltic Countries. Hommage à Zbigniew Herbert. Toruń (Multicamerata, Probaltica, TVP Bydgoszcz, Polish Radio II) 2008; the book with CD (MC CD XV/1).